# 中村三郎 (陸軍少将)
中村 三郎（なかむら さぶろう、1897年（明治30年）6月12日 - 1983年（昭和58年）2月3日）は、大日本帝国陸軍軍人。最終階級は陸軍少将。兵科は歩兵科。功四級。

## 経歴
1897年（明治30年）に愛知県で生まれた。陸軍士官学校第30期、陸軍大学校第41期卒業。1940年（昭和15年）12月に第110師団参謀長（北支那方面軍）に就任し、日中戦争に出動。1941年（昭和16年）3月に陸軍大佐に進級し、1943年（昭和18年）6月に陸軍予科士官学校附兼陸軍経理学校附となった。
1945年（昭和20年）3月1日に陸軍少将に進級し、5月5日に独立混成第66旅団長（第1総軍・第12方面軍）に就任。新島で米軍の上陸に備える中で終戦を迎えた。
1947年（昭和22年）11月28日、公職追放仮指定を受けた。